# Dubbele binding (communicatie)
Een dubbele binding (Engels: double bind) is een dilemma in de communicatie, waarbij een individu (of groep) twee of meer tegenstrijdige boodschappen ontvangt. Het is een situatie waarin adequaat reageren op de ene boodschap, het in gebreke blijven van de andere boodschap  betekent, en omgekeerd. Hierdoor zit de ontvanger, wat hij ook doet, altijd fout. Met andere woorden: de ontvanger kan geen commentaar leveren op het conflict, kan het niet oplossen, en kan zich ook niet aan de situatie onttrekken. In de taalfilosofie is het verschijnsel bekend als pragmatische paradox.
Doorgaans bevat een dubbele binding verschillende abstractieniveaus wat betreft de boodschappen en deze boodschappen kunnen of gegeven worden binnen de context van de situatie, of overgebracht worden door middel van intonatie of lichaamstaal. Er treden verdere complicaties op als vaak voorkomende dubbele bindingen deel uitmaken van een aanhoudende relatie, waarop het individu of de groep is aangewezen.

## Geschiedenis
De term double bind werd voor het eerst gebruikt door de Amerikaanse antropoloog Gregory Bateson en zijn collegae (waaronder Don D. Jackson, Jay Haley en John H. Weakland) in hun uiteenzettingen over de complexiteit van de communicatie met betrekking tot schizofrenie. Bateson maakte duidelijk dat dergelijke complexiteiten ook onder normale omstandigheden bestaan, vooral bij “het spel, humor, in gedichten, rituelen en fictie.” Hun bevindingen waren een aanwijzing dat het type verwarde communicatie die vaak als schizofrenie wordt gediagnosticeerd, niet per se een organische hersenstoornis is. Zij vonden juist dat destructieve dubbele bindingen een veelvoorkomend communicatiepatroon was binnen gezinnen waaruit patiënten voortkwamen en stelden dat het opgroeien met onophoudelijke dubbele bindingen kon leiden tot aangeleerde verwarde denk- en communicatiepatronen.

## De gecompliceerdheid van de communicatie
De menselijke communicatie is ingewikkeld; 93% ervan is non-verbaal (in 38% van de gevallen geloven mensen de klank van de stem en wat ze daarin horen, in 55% gaan ze puur af op de lichaamstaal) en slechts 7% is verbaal (men gelooft de woorden in situaties waarbij woord en lichaamstaal niet overeenkomen) (zie ook Albert Mehrabian) en de context maakt er wezenlijk deel van uit. Communicatie bestaat uit de uitgesproken woorden, de intonatie en lichaamstaal en ook: hoe die zich verhouden tot wat er in het verleden is gezegd; tot wat niet is uitgesproken, maar impliciet is gebleven; hoe dat allemaal veranderingen heeft ondergaan door andere non-verbale signalen, zoals bijvoorbeeld de omgeving waarin het is uitgesproken enzovoort. Als iemand bijvoorbeeld zegt “ik hou van je,” hou je er rekening mee wie het zegt, zijn intonatie en lichaamstaal, en de context waarbinnen het wordt gezegd. Is het een hartstochtelijke verklaring of een rustige bevestiging; wordt het in het openbaar of in besloten kring gezegd; is het onoprecht en met een bedoeling; klinkt het alsof hij zegt “geef me het zout even” of wordt het gezegd op een gekscherende toon, als hij zich ergert aan je?
Conflicten bij het communiceren zijn veelvoorkomend en vaak vragen we “wat bedoel je?” of proberen we op andere manieren verduidelijking te krijgen. Dat wordt "metacommunicatie" genoemd: communicatie over communicatie. Soms is het vragen om verduidelijking niet mogelijk. In het dagelijkse leven zijn communicatieproblemen gewoon en komen vaak voor als metacommunicatie en terugkoppelingssystemen ontbreken of ontoereikend zijn, of als er niet genoeg tijd is.
Dubbele bindingen kunnen belastend en mogelijk destructief zijn als iemand gevangen zit in een dilemma en gestraft wordt omdat hij een uitweg zoekt, maar de moeite die getroost wordt om een uitweg te zoeken uit de valstrik, kan leiden tot emotionele groei.

## Een klassiek voorbeeld
Het klassieke voorbeeld van een negatieve dubbele binding is dat van een moeder die haar kind vertelt dat ze van hem houdt, terwijl ze zich tegelijkertijd met afkeer afwendt. Het kind weet dan niet hoe het moet reageren op de tegenstrijdigheid tussen woorden en lichaamstaal, omdat het voor zijn basale behoeften afhankelijk is van de moeder: het zit in een lastig parket. Voor het kleine kind is het moeilijk om tegenstrijdigheden verbaal te uiten en het kan de relatie met zijn moeder niet ontkennen of verbreken.
Een ander voorbeeld is als iemand wordt opgedragen om “spontaan te zijn.” Alleen al de opdracht is strijdig met spontaniteit, maar het wordt een dubbele binding als iemand de opdracht niet kan negeren, maar ook geen commentaar kan geven op de tegenstrijdigheid. Vaak is de tegenstrijdigheid in de communicatie voor omstanders niet duidelijk, omdat ze niet op de hoogte zijn van de voorafgaande communicatie.
Bateson beschrijft ook positieve dubbele bindingen, zowel in verband met Zen-boeddhisme met zijn paden van spirituele groei, en het gebruik van de therapeutische dubbele binding door psychiaters, om hun patiënten te confronteren met de tegenstrijdigheden in hun leven, op een manier die hen zou kunnen helpen te genezen. Een van de consulenten van Bateson, Milton H. Erickson laat in zijn boeken op een sprekende manier de vruchtbare mogelijkheden zien van dubbele bindingen, waarbij hij de techniek in een helderder licht plaatst.

## Uitleg
De dubbele binding wordt vaak onjuist opgevat als een eenvoudige tegenstrijdige situatie, waarbij het slachtoffer gevangen zit in twee tegenstrijdige opdrachten. Hoewel het klopt dat de kern van de dubbele binding bestaat uit twee tegenstrijdige opdrachten, ligt het verschil in de manier waarop zij aan het slachtoffer worden opgedrongen, in hoeverre het slachtoffer de situatie begrijpt en tot slot, wie (of wat) het slachtoffer deze opdrachten geeft. Anders dan bij de gebruikelijke verlies-verliessituatie, is het slachtoffer zich grotendeels niet bewust van de precieze aard van de paradoxale situatie, waarin hij of zij verkeert. De tegenstrijdigheid kan in haar rechtstreekse context volledig onzichtbaar zijn en daarom ook onzichtbaar voor waarnemers van buitenaf, en wordt alleen maar duidelijk als er een wat bredere context in ogenschouw wordt genomen. Typerend is dat degene, die een opdracht geeft aan het slachtoffer, iemand is die hij respecteert (een ouder, leraar of dokter), maar dat de opdracht zelf impliceert dat die onmogelijk vervuld kan worden, omdat een of andere uitgebreidere context dat verbiedt. Bateson en zijn medewerkers definieerden de dubbele binding (geparafraseerd) als volgt:
1. De situatie betreft twee of meer personen, waarvan een (ten behoeve van de definitie), aangeduid wordt als het “slachtoffer.” De anderen zijn mensen die beschouwd worden als de meerderen van het slachtoffer: gezagsdragers (zoals ouders), die door het slachtoffer gerespecteerd worden.
2. Een herhaaldelijke ervaring: de dubbele binding is een terugkerend thema in de ervaring van het slachtoffer en kan als zodanig niet afgedaan worden als een enkele traumatische ervaring.
3. Er wordt door de anderen een "primair bevel" gegeven aan het slachtoffer, in een van de twee volgende vormen: 
(a) "Doe X, anders zal ik je straffen"; 
(b) "Doe niet X, anders zal ik je straffen". 
Aangenomen wordt dat de straf of bestaat uit het onthouden van liefde, het uiting geven aan haat en boosheid, of het in de steek laten, waarmee de gezagsdrager uiting geeft aan zijn machteloosheid.
4. Er wordt een “secundair bevel” gegeven aan het slachtoffer, dat strijdig is met het eerste en dat van een meer abstract niveau is. Bijvoorbeeld: "Doe X, maar alleen omdat je dat zelf wilt.” Het is niet noodzakelijk dat dit bevel verbaal wordt geuit.
5. Zo nodig wordt er een “tertiair bevel” gegeven aan het slachtoffer, om hem te verhinderen aan het dilemma te ontsnappen.
6. Tot slot stelt Bateson dat de hele reeks voorgaande vereisten onnodig kan zijn — in het geval dat het slachtoffer zijn wereld al in dubbele-bindingspatronen ziet. Bateson vervolgt met het geven van de algemene kenmerken van een dergelijke relatie:
  1. Als het slachtoffer betrokken is in een innige relatie; dat wil zeggen, een relatie waarbij hij het gevoel heeft dat het van levensbelang is dat hij nauwkeurig onderscheidt wat voor boodschap er wordt meegedeeld, zodat hij daar gepast op kan reageren;
  2. En het slachtoffer gevangen zit in een situatie, waarin de andere persoon in de relatie twee soorten boodschappen meedeelt, waarvan de een de ander ontkent;
  3. En het slachtoffer niet in staat is om zijn mening te geven over de boodschappen, die geuit zijn om zijn oordeelsvermogen te corrigeren over op welk soort boodschap hij moet reageren: dat wil zeggen dat hij geen metacommunicatieve uitspraak kan doen.

Het wezen van de dubbele binding bestaat dus uit twee tegenstrijdige opdrachten, beide op een ander logisch niveau, die beide niet genegeerd of ontlopen kunnen worden. Dat laat het slachtoffer op beide manieren verscheurd achter, omdat hij, aan welk van beide eisen hij ook probeert te voldoen, aan de andere eis niet kan voldoen. "Ik moet het doen, maar ik kan het niet" is een typische weergave van het ervaren van een dubbele binding.
Als een dubbele binding werkzaam wil zijn, moet het slachtoffer niet kunnen zien dat de eis die door het eerste bevel wordt gesteld, strijdig is met die van het tweede bevel. Op die manier onderscheidt de dubbele binding zich van een eenvoudige tegenstrijdigheid en wordt een meer onuitsprekelijk intern conflict, waarbij het slachtoffer echt wil voldoen aan de eisen van het primaire bevel, maar daar steeds in faalt doordat hij niet ziet dat de situatie strijdig is met de eisen van het tweede bevel. In dergelijke situaties kunnen slachtoffers dus uiting geven aan zeer hevige angstgevoelens, als zij dan toch proberen te voldoen aan de eisen van het primaire bevel, zij het met duidelijke tegenstrijdigheden in hun handelen.
De dubbele binding werd aanvankelijk voorgesteld als een situatie die mogelijk tot schizofrenie kon leiden, als die werd toegepast op jonge kinderen of mensen met een onevenwichtig of “zwak” karakter. Door een situatie te creëren waarin het slachtoffer geen opmerking of een “metacommunicatieve uitspraak” zou kunnen maken over zijn dilemma, zou zijn psychische angst (theoretisch) kunnen toenemen. Tegenwoordig wordt het meer gezien als een voorbeeld van de benadering van Bateson van de ingewikkeldheid van de communicatie.
Een bepaalde oplossing voor een dubbele binding is, door het probleem in een nog wijdere context te plaatsen, een toestand die Bateson het Leren III noemde, een stap verder dan het Leren II (waarvoor alleen aangeleerde reacties op beloning/gevolg-situaties nodig zijn). Bij het Leren III wordt de dubbele binding in een context geplaatst en opgevat als een onmogelijk verlies-verlies-situatie-scenario. Bateson hield vol dat de dubbele binding, in het geval van de schizofreen, doorlopend wordt aangeboden en gebruikelijk is binnen de gezinscontext. Tegen de tijd dat het kind oud genoeg is om de dubbele-binding-situatie te kunnen onderkennen, is die al geïnternaliseerd en is het kind niet meer in staat om daar tegen in opstand te komen. De enige oplossing is dan nog om een ontsnapping te bewerkstelligen, uit de tegenstrijdige logische eisen van de dubbele binding, naar de wereld van het waansysteem.

## Voorbeelden van uitspraken
- De moeder zegt tegen haar dochter: “je moet van me houden.” 
Het primaire bevel is hier het bevel: “je moet;” het secundaire bevel is de onuitgesproken voorwaarde dat die liefde spontaan is, dat het kind uit zichzelf van de moeder houdt.
- De zen-koan: "Wees echt" of "Wie ben jij?" 
Alan Watts betoogde dat dat het onderliggende thema van alle zen-koans is. Hier is het idee dat je 'je ware zelf' aan de roshi (meester) moet laten zien. Hoe meer de leerling dat probeert, hoe onechter hij is en zelfs de “daad” van het niet proberen is gewoon een andere versie van proberen.
- "Je moet vrij zijn". 
Vrijheid is het vermogen om spontaan te zijn en te doen wat je wilt; gezegd worden dat je dat moet doen, betekent dat je je schikt naar een bevel, dat je opdraagt om uiting te geven aan een toestand van vrijheid. (Een extreem voorbeeld daarvan is het motto van de staat New Hampshire, “Live Free or Die", die ook neigt naar het terrein van Hobsons keuze).
- Moeder tegen dochter: “Laat opa en oma eens zien hoe je speelt." 
Kinderspel is een spontaan gebeuren, dat het kind uit zichzelf doet; gedwongen worden om te spelen is geen spelen. Dit komt overeen met de dubbele binding: “Je moet vrij zijn.”
- Vader tegen moeder: "Je zou het leuk moeten vinden om met de kinderen te spelen, net als andere moeders.” 
Hetzelfde als de dubbele binding tussen ouder en kind.
- Vader tegen zoon: “Laat je zus met rust!”, terwijl de zoon weet dat zijn zus naar hem toekomt en hem jent om hem in de problemen te brengen. 
Het eerste bevel is de opdracht waarvoor hij gestraft zal worden als hij zich daar niet aan houdt. Het tweede bevel is het weten dat zijn zus ruzie met hem zal krijgen, maar zijn vader zal dat verschil niet kennen en niet nalaten hem te straffen. Hij kan het huis niet uit, maar ook niet met zijn vader discussiëren — in beide gevallen zou hij gestraft worden. Hij zou aan die dubbele binding kunnen ontkomen als hij zou beseffen dat zijn zus hem alleen maar jent om hem bang te maken. Als hij zich geen zorgen zou maken over straf, zou zijn zus zich ook niet druk maken.

## Gebruik binnen het Zen-boeddhisme
Volgens de filosoof en theoloog Alan Watts, is binnen het zen-boeddhisme lange tijd gebruikgemaakt van de dubbele binding als een therapeutisch instrument. De zen-meester confronteert zijn leerlingen met opzet met de dubbele binding (met behulp van verschillende “deskundige middelen,” upaya genaamd), in de hoop dat zij verlichting (satori) bereiken. Een van de meest opvallende technieken, waar door Zenmeesters (met name die van de Rinzai-school) gebruikgemaakt wordt, wordt de koan genoemd, waarbij de meester zijn of haar studenten een vraag stelt en hen opdraagt om al hun geestelijke vermogens in het werk te stellen om het antwoord te vinden. Als voorbeeld van een koan, kan een leerling worden gevraagd om zijn meester zijn echte zelf te laten zien, “laat me zien wie je echt bent.” Volgens Watts zal de leerling uiteindelijk tot het besef komen dat hij niets kan doen, dus ook niet niets kan doen, om zijn feitelijke zelf te laten zien; hij leert dus echt het boeddhistische idee van sunyata (leegte, ofwel de afwezigheid van onmogelijke manieren van het bestaan) via de reductio ad absurdum.

## Kritiek
Gregory Batesons theorie van de dubbele binding is heel ingewikkeld, en is slechts gedeeltelijk getoetst; er zitten hiaten in het huidige psychologische en experimentele bewijsvoering om een oorzakelijk verband aan te tonen. Subjectieve verslagen van individuen, die geconfronteerd werden met het maken van een gemeende beslissing toen ze bloot werden gesteld aan tegenstrijdige boodschappen, maken melding van angstgevoelens. Er is beweerd dat er, als de theorie van de dubbele binding eigenlijk bedoeld is om de bevindingen die wijzen op een genetische basis van schizofrenie teniet te doen, uitvoeriger psychologisch en experimenteel onderzoek nodig is, bij verschillende soorten gezinnen en gezinsverbanden. De huidige opvatting over schizofrenie houdt rekening met een ingewikkelde interactie van zowel genetische als neurologische en emotionele stressoren, waaronder de interactie binnen het gezin.

## Neurolinguïstisch programmeren
Het pseudowetenschappelijke neurolinguïstisch programmeren maakt ook gebruik van het begrip dubbele binding. Grinder en Bandler, die beiden persoonlijk contact hadden met Gregory Bateson, stelden dat een boodschap samengesteld kon worden uit meerdere boodschappen, waarbij de ontvanger van de boodschap de indruk wordt gegeven dat hij kan kiezen, hoewel beide mogelijkheden op een hoger doelniveau dezelfde uitkomst opleveren. Dat wordt in de terminologie van de NLP dubbele binding genoemd, en vindt zowel toepassing in de verkoop als in de therapie. Een verkoper zou kunnen vragen: “Wilt u liever contant betalen of met een bankpas?”, waarbij beide mogelijkheden veronderstellen dat de betrokkene zal betalen en de derde optie (niet betalen) met opzet buiten de keuze wordt gehouden. Strikt gesproken is “contant of bankpas?” echter geen dubbele binding, omdat er geen sprake is van een tegenstrijdigheid.
Als de verkoper een boek aan het verkopen was over het verderfelijke van de handel, zou het misschien een “echte” dubbele binding kunnen zijn — maar alleen als de koper toevallig zou vinden dat handel verderfelijk is en zich gedwongen of verplicht voelde om het boek te kopen.